# Short C-23 Sherpa
Short C-23 Sherpa (šerpa) je majhno dvomotorno turbopropelersko transportno letalo, ki so ga zasnovali pri britanskem proizvajalcu Short Brothers. Verzije C-23A in C-23B so razvite na podlagi Short 330, C-23B+ in C-23C pa na Short 360.
Short 330 je bil razvit na podlagi STOL Short Skyvan, imel je daljši trup in večji razpon kril, ohranil pa je kvadratni presek trupa. Imel je kapaciteto 30 potnikov in dobre STOL sposobnosti. 330 je vstopil v komercialno uporabo leta 1976.

## Specifikacije (C-23A)
Podatki iz Jane's All the World's Aircraft, 1988-1989
Splošne karakteristike
- Posadka: 3
- Število sedežev: 30 potnikov
- Dolžina: 58 ft 0 in (17,69 m)
- Razpon kril: 74 ft 9 in (22,78 m)
- Višina: 16 ft 3 in (4,95 m)
- Površina kril: 453 ft² (42,1 m²)
- Aeroprofil: NACA 63 serija, modificirana
- Teža praznega letala: 14200 lb (6440 kg)
- Maks. vzletna teža: 22900 lb (10387 kg)
- Pogon letala: 2 ×  turboprop Pratt & Whitney Canada PT6A-45-R, 1198 KM (894 kW)  vsak

 Zmogljivost 
- Maks. hitrost: 281 mph (245 vozlov, 453 km/h) na 12000 ft (2273 m)
- Potovalna hitrost: 255 mph (221 vozlov, 410 km/h)
- Hitrost porušitve vzgona: 85 mph (73 vozlov, 136 km/h) s puščenimi zakrilci in podvozjem
- Doseg: 770 mi (670 nm, 1239 km)
- Višina leta: 27000 ft (5114 m)
- Hitrost vzpenjanja: 2100 ft/min (10,6 m/s)
- Obremenitev kril: 50,6 lb/ft² (247 kg/m²)
- Razmerje moč/teža: 0,052 KM/lb (170 W/kg)

## Specifikacije (C-23B/C)
Podatki iz U.S. Army Aircraft Since 1947
Splošne karakteristike
- Posadka: 3 (2 pilota in inženir)
- Število sedežev: 18-20 potnikov
- Dolžina: 58 ft 0 in (17,7 m)
- Razpon kril: 74 ft 10 in (22,8 m)
- Višina: 16 ft 5 in (5,0 m)
- Površina kril: 456 ft² (42,4 m²)
- Aeroprofil: NACA 63 serija, modificirana
- Teža praznega letala: 16040 lb (7276 kg)
- Maks. vzletna teža: 25600 lb (11610 kg)
- Pogon letala: 2 ×  turboprop Pratt & Whitney Canada PT6A-65AR, 1424 KM (1062 kW)  vsak

 Zmogljivost 
- Maks. hitrost: 291 mph (252 vozlov, 468 km/h)
- Potovalna hitrost: 262 mph (228 vozlov, 422 km/h)
- Doseg: 1185 milj (1030 nmi, 1907 km)
- Višina leta: 28000 ft (5303 m)